# シー・ウルフ (シャキーラの曲)
「シー・ウルフ」(She Wolf)はコロンビアのシンガーソングライター、シャキーラの楽曲。この楽曲は、彼女の3作目のスタジオ・アルバム『シー・ウルフ』に収録され、アルバムからの最初のシングルとして2009年6月29日にリリースされた。